# Tone Potočnik
Tone Potočnik, slovenski orglavec, pianist, zborovodja in pedagog, * 13. januar 1951, Bukovica.
Potočnik je na Akademiji za glasbo v Ljubljani študiral orgle (prof. Hubert Bergant) in klavir (prof. Marjan Lipovšek), katerega študij je nadaljeval v Zagrebu, v razredu Vladimirja Krpana. Leta 1978 je odšel na študij v Rim, kjer je (z manjšimi prekinitvami ostal 15 let). Izpopolnjeval se je na Konservatoriju sv. Cecilije in na Papeškem inštitutu za cerkveno glasbo, kjer se je specializiral za gregorijanski koral. Po vrnitvi v domovino je postal profesor gregorijanskega korala na Akademiji za glasbo v Ljubljani, saj je največji poznavalec tovrstne glasbe v Sloveniji. Ustanovil je zbor Schola cantororum Labacensis s katero je doslej posnel zgoščenko Ego sum ressurectio et vita, ter zbor Schola Cantorum Cantate Domino. Oba se posvečata enoglasnim srednjeveškim napevom. Leta 2005 je postal častni občan občine Železniki. Potočnik je aktiven tudi kot organist in se je doslej predstavil že takorekoč na vseh cerkvenih orglah na Slovenskem. Je dolgoletni korepetitor tenorista Janeza Lotriča, sicer pa tudi stalni organist komornega pevskega zbora Ave.